# Tornos rubiginosaria
Tornos rubiginosaria är en fjärilsart som beskrevs av Alpheus Spring Packard 1876. Tornos rubiginosaria ingår i släktet Tornos och familjen mätare. Inga underarter finns listade i Catalogue of Life.